# 上村和生
上村 和生（うえむら かずき、 1994年1月13日 - ）は、 日本の元陸上競技選手。専門は長距離走。徳島県徳島市出身。徳島県立美馬商業高等学校、東洋大学経済学部卒業。大塚製薬所属。身長170cm、体重52kg。
大学時代に行われた全日本大学駅伝では初優勝のゴールテープを切った。

## 来歴・人物
- 川内中学校3年次に都道府県駅伝に出場した。
- 高校3年次に出場した全国高等校駅伝競走大会では、1区（10km）で30分16秒（区間11位）と快走し、解説の金哲彦氏に上りの走りと粘り強さを高く評価された。
- 高校卒業後には東洋大学に進学。大学1年次は大学3大駅伝には出場しなかったが、第89回東京箱根間往復大学駅伝競走では、同級生の服部勇馬に給水係としてボトルを渡した。
- 2013年、大学2年次の夏合宿は箱根駅伝の登録メンバーとして臨んだが、10月に開催された出雲全日本大学選抜駅伝競走と、11月に開催された全日本大学駅伝対校選手権大会は出場しなかった。
- 2014年1月に開催された第90回東京箱根間往復大学駅伝競走では復路9区を任され、後ろから駒澤大学の大エース窪田忍が追い上げるも、1時間09分24秒の区間4位でトップを守り、アンカー大津顕杜に襷を繋げた。チームは総合優勝（復路新記録）を果たし、上村にとって最高のデビュー戦となった。
- 同年、大学3年次も箱根駅伝の登録メンバーとして夏合宿に臨んだが、前年度に続き出雲、全日本の出場はならなかった。
- 2015年1月に開催された第91回東京箱根間往復大学駅伝競走では、往路3区を任された。トップで襷を貰い、前半は駒澤大学の中谷圭佑と先頭集団で並走したが、後半から一気にペースが落ちて先頭集団から脱落し、更に明治大学の有村優樹と青山学院大学の渡邉利典にも抜かれ、1時間03分34秒の区間6位に終わった。チームも総合3位で連覇を逃した。
- 大学4年次は、副将として主将・勇馬と共にチームを引っ張った。
- 2015年11月に開催された全日本大学駅伝では、自身初出場でアンカー8区を任された。同区間では、優勝候補筆頭の青山学院大学が3代目山の神と言われている神野大地を起用しており、同大の原晋監督は、「トップと30秒以内なら逆転優勝ができる」と宣言していた。上村はトップで堀龍彦から襷を受け、2位青山学院大学と27秒差でスタートした。逆転される可能性が高いと予想されたなか、上村はむしろ神野との差を徐々に広げ、そのままトップでフィニッシュテープを切り、東洋大学初の優勝に貢献した。（59分04秒・区間4位）
- 2016年1月に開催された第92回東京箱根間往復大学駅伝競走では、当日変更で1区を任されたが、青山学院大学の久保田和真のスパートに付いていくことが出来ず、先頭と53秒差の1時間02分15秒で区間7位で2区・勇馬に襷を渡した。チームも総合2位で、王座奪還はならなかった。
- 同年同月に開催された全国都道府県対抗駅伝競走大会では、地元・徳島県のアンカー7区を任され、34位で襷を貰うと順位を4つ上げる走りを見せ、38分54秒の区間19位でフィニッシュテープをきり、箱根駅伝で優勝した青山学院大学の主力選手（青学四天王）の一人である小椋裕介を12秒上回ったが、チームは2時間24分33秒と31位で終わり、上位でのゴールはならなかった。
- 大学卒業後は、大塚製薬に入社。2024年2月に開催された香川丸亀国際ハーフマラソンの出場をもって、現役を引退した。

## 戦績・記録
| 年   | 大会                                 | 種目            | 順位     | 記録          | 備考       |
| ---- | ------------------------------------ | --------------- | -------- | ------------- | ---------- |
| 2009 | 第14回全国都道府県対抗駅伝競走大会   | 6区（3.0km）    | 区間31位 | 9分17秒       |            |
| 2009 | 第64回国民体育大会陸上競技           | 少年男子B 3000m | 10位     | 8分30秒54     |            |
| 2009 | 第60回全国高等学校駅伝競走大会       | 3区（8.1075km） | 区間31位 | 24分59秒      |            |
| 2010 | 第61回全国高等学校駅伝競走大会       | 1区（10.0km）   | 区間24位 | 30分23秒      |            |
| 2011 | 第16回全国都道府県対抗駅伝競走大会   | 1区（7.0km）    | 区間23位 | 20分38秒      |            |
| 2011 | 第62回全国高等学校駅伝競走大会       | 1区（10.0km）   | 区間11位 | 30分16秒      |            |
| 2012 | 第17回全国都道府県対抗駅伝競走大会   | 1区（7.0km）    | 区間13位 | 20分33秒      |            |
| 2013 | 第16回立川シティハーフマラソン       | ハーフマラソン  | 39位     | 1時間04分00秒 |            |
| 2014 | 鹿島祐徳ロードレース大会             | ハーフマラソン  | 8位      | 1時間07分27秒 |            |
| 2015 | 第18回立川シティハーフマラソン       | ハーフマラソン  | 27位     | 1時間02分58秒 | 自己ベスト |
| 2015 | ホクレン・ディスタンスチャレンジ北見 | 5000m           | 5位      | 13分57秒17    | 自己ベスト |
| 2015 | ホクレン・ディスタンスチャレンジ網走 | 10000m          | 17位     | 28分35秒96    | 自己ベスト |
| 2016 | 第21回全国都道府県対抗駅伝競走大会   | 7区（13.0km）   | 区間19位 | 38分54秒      |            |
| 2017 | 第22回全国都道府県対抗駅伝競走大会   | 7区（13.0km）   | 区間24位 | 38分51秒      |            |
| 2018 | 第23回全国都道府県対抗駅伝競走大会   | 7区（13.0km）   | 区間26位 | 39分16秒      |            |

### 駅伝戦績
大学駅伝
| 学年               | 出雲駅伝      | 全日本大学駅伝              | 箱根駅伝                         |
| ------------------ | ------------- | --------------------------- | -------------------------------- |
| 1年生 （2012年度） | 第24回 不出場 | 第44回 不出場               | 第89回 不出場                    |
| 2年生 （2013年度） | 第25回 不出場 | 第45回 不出場               | 第90回 9区-区間4位 1時間09分24秒 |
| 3年生 （2014年度） | 第26回 不出場 | 第46回 不出場               | 第91回 3区-区間6位 1時間03分34秒 |
| 4年生 （2015年度） | 第27回 不出場 | 第47回 8区-区間4位 59分08秒 | 第92回 1区-区間7位 1時間02分15秒 |

実業団駅伝戦績
| 年度                   | 大会                         | 所属     | 区間 | 区間順位 | 記録     | 総合順位     |
| ---------------------- | ---------------------------- | -------- | ---- | -------- | -------- | ------------ |
| 2016年度 （入社1年目） | 関西実業団対抗駅伝競走大会   | 大塚製薬 | 4区  | 区間賞   | 27分30秒 | 大塚製薬優勝 |
| 2016年度 （入社1年目） | 全日本実業団対抗駅伝競走大会 | 大塚製薬 | 3区  | 区間22位 | 39分29秒 | 大塚製薬22位 |

## 自己ベスト
| 種目           | 記録          | 年            | 大会                                 | 備考 |
| -------------- | ------------- | ------------- | ------------------------------------ | ---- |
| 5000m          | 13分57秒17    | 2015年7月12日 | ホクレン・ディスタンスチャレンジ北見 |      |
| 10000m         | 28分35秒96    | 2015年7月16日 | ホクレン・ディスタンスチャレンジ網走 |      |
| ハーフマラソン | 1時間02分58秒 | 2015年3月1日  | 立川シティハーフマラソン             |      |